# آدم فراي
آدم فراي (بالإنجليزية: Adam Fry)‏ (9 فبراير 1985 في المملكة المتحدة - ) هو لاعب كرة قدم بريطاني في مركز الوسط. لعب مع نادي بيتربورو يونايتد وهيبريدج سويفتس ونادي كيترينغ تاون ونادي كينغز لين وهنكلي يونايتد ‏ وRothwell Town F.C. ‏.

## وصلات خارجية
- آدم فراي على موقع قاعدة بيانات كرة القدم.إي يو (الإنجليزية)